# El cielo rojo (película de 2023)
El cielo rojo (en alemán Roter Himmel) es un largometraje alemán de 2023 dirigido por Christian Petzold. El drama se centra en cuatro jóvenes en una casa de vacaciones en el Mar Báltico durante un verano caluroso y seco. Sus vidas están directamente amenazadas por incendios forestales incontrolados y su hogar está lentamente e imperceptiblemente rodeado por muros de llamas. Después de Ondina (2020), es la segunda parte de una trilogía cinematográfica planeada. Los papeles principales fueron interpretados por Thomas Schubert, Paula Beer, Langston Uibel, Enno Trebs y Matthias Brandt.
La película se estrenó en febrero de 2023 como parte del 73.º Festival Internacional de Cine de Berlín, donde la obra obtuvo el Gran Premio del Jurado. El cielo rojo fue recibida muy positivamente por los críticos de cine y fue calificada como una de las obras más entretenidas y ligeras de Petzold. Además de la dirección y el guion, también fueron bien recibidas las actuaciones de Schubert y Beer. La no consideración de El cielo rojo para la concesión del Deutscher Filmpreis 2023 provocó fuertes críticas al proceso de selección de la Academia de Cine Alemana.
El estreno en cines de El cielo rojo en Alemania tuvo lugar el 20 de abril de 2023 y estrenada el 18 de abril en el Cine Arte Normandie y el Cine el  Biógrafo

## Trama
Los dos amigos berlineses, León y Félix, pasan el mes de junio en el mar Báltico. Se quedan en la casa de vacaciones de la familia de Felix cerca de Ahrenshoop para hacer sus respectivos trabajos: Leon quiere terminar su segunda novela llamada Club Sandwich, Felix está preparando una carpeta de solicitud con fotografías para la escuela de arte sobre el tema "agua". León está estresado porque tiene que pensar constantemente en su guion inacabado y la visita de su editor es inminente. De camino a la casa de vacaciones, el coche se avería en un bosque, a varios kilómetros del destino. La situación se complica aún más con Nadja, trabajadora temporal en un hotel y sobrina de uno de los compañeros de la madre de Felix. Para sorpresa de los dos hombres, ella también recibió permiso para utilizar la casa de vacaciones y ya se mudó al dormitorio más grande de los dos. León y Félix tienen que compartir la habitación más pequeña. Los aviones de extinción de incendios sobrevuelan repetidamente la propiedad para extinguir un incendio forestal a unos 30 kilómetros de distancia en este verano caluroso y seco.
Las noches siguientes son una tortura, especialmente para Leon, ya que la música alta de Nadja y los ruidos eróticos le impiden dormir. Sólo tiene un rincón del jardín para trabajar. La curiosidad de Felix vuelve a despertarse: Nadja tiene una relación con el atractivo salvavidas Devid, por quien él también se siente atraído. Sin embargo, el buen humor de los tres suele empeorar aún más el de León. Apenas participa en los viajes de grupo a la playa y posterga repetidamente el trabajo. En una cena juntos donde Devid y Felix se besan, él molesta al salvavidas con preguntas innecesarias sobre su trabajo. Esto provoca que Félix tenga una rabieta. Mientras tanto, el incendio forestal sigue propagándose. La luz del fuego ahora se puede ver a lo lejos desde el dosel.
León encuentra a Nadja por casualidad mientras trabaja en la heladería de un hotel. Más tarde él la ayuda después de que ella se cae de su bicicleta. Él se disculpa por su comportamiento provocativo el día anterior y, vacilante, le da su manuscrito para que lo lea. Nadja comienza a leerlo inmediatamente, pero para decepción de Leon, ella secamente lo llama "tonterías", lo que lo inquieta aún más. Cuando Felix y Devid tienen relaciones sexuales juntos, Nadja se muda a la habitación de Leon. Para su decepción, él rechaza una invitación espontánea para ir a la playa por la noche y contemplar el brillo del mar. Ni siquiera la visita del editor Helmut va según los deseos de Leon, quien le alquila una costosa habitación de hotel en la que supuestamente vivió Uwe Johnson. Helmut solo puede quedarse un día y elogia más el portafolio de Felix y Nadja que su manuscrito. Resulta que Nadja está haciendo su doctorado en estudios literarios sobre el Romanzero de Heinrich Heine y sólo trabaja como trabajadora de temporada porque perdió una beca. Impresiona al grupo con su poema favorito, Der Asra, que puede citar perfectamente alternativamente con Helmut. 
Mientras Felix y Devid parten con un tractor para remolcar el coche averiado, Helmut se desploma en el jardín después de que cae una lluvia de cenizas del fuego que se acerca. Nadja lo lleva al hospital en su pequeño coche alquilado, mientras León corre tras él a pie por el bosque, que ya está envuelto en fuego. A la mañana siguiente, Helmut se siente mejor y menciona los cálculos renales como la causa de su colapso. A instancias de Nadja, le aconseja a Leon que deje de trabajar en Club Sandwich. De regreso a la casa de vacaciones, Nadja y León discuten. Ella le acusa de falta de atención porque Helmut fue tratado en el servicio de oncología y padece cáncer. León le confiesa que estuvo enamorado de ella desde el primer momento. Al mismo tiempo, llegan dos policías que informan de la muerte de Felix y Devid, fallecidos durante el incendio forestal. En el depósito de cadáveres, León y Nadja identifican los restos de los dos, que fueron fuertemente envueltos uno alrededor del otro, como si fueran moldes de yeso de Pompeya quemados vivos. Mientras Nadja llora, León no puede expresar ninguna emoción. Nadja se marcha poco después mientras León contempla el mar resplandeciente por la noche. Convierte los acontecimientos en una novela y se la dedica a Félix, lo que cuenta con la buena voluntad de Helmut, que está marcado por el avance de su cáncer. También utiliza una imagen del amigo fallecido, que originalmente estaba destinada a su carpeta de aplicaciones. Por casualidad, León se reencuentra en el jardín de Helmut con Nadja, que aparentemente cuida del editor. Los dos sonríen.

## Antecedentes

### Desarrollo e inspiración del guion.

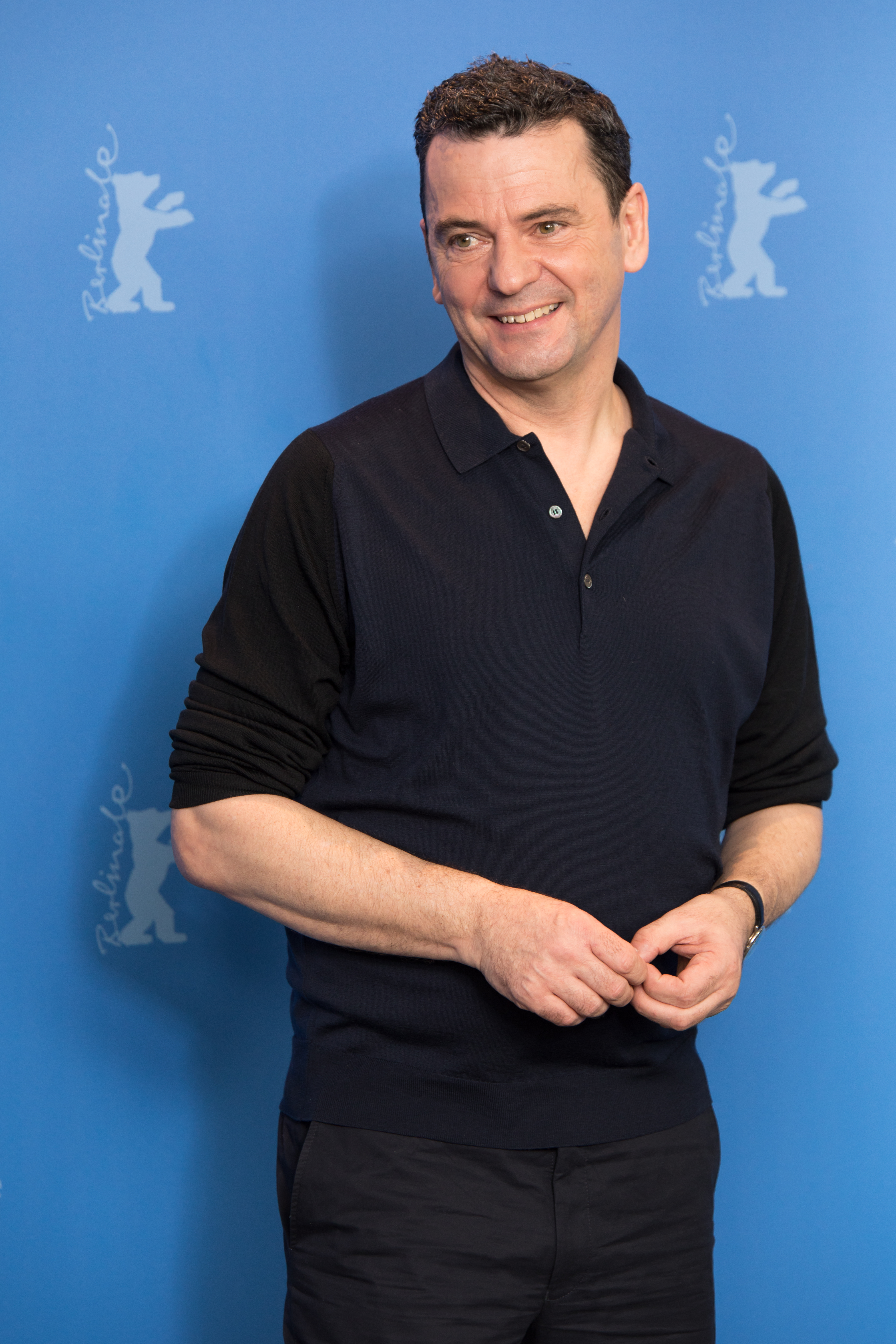
Christian Petzold (2018)

Para Christian Petzold, El cielo rojo es el decimoctavo largometraje producido como director y guionista. Otro títulos de trabajo originales eran Die Glücklichen  y Wenn sie lieben. Después de Ondina (2020), es la segunda parte de una trilogía cinematográfica planificada.  En una entrevista en línea en octubre de 2020 durante el Festival de Cine de Nueva York, Petzold afirmó que todavía estaba escribiendo el guion. También originalmente planeó comenzar a filmar después de la pandemia de COVID-19, ya que El cielo rojo incluye temas como el amor, los besos y el amor homosexual. "Quiero ver cuerpos, etc. No puedo hacer eso con máscaras y por eso quiero escenificarlo de manera realista", dijo Petzold. Su infección por COVID-19 ese mismo año tuvo un impacto en el desarrollo del guion. Durante su enfermedad, Petzold sufrió sueños febriles, todos los cuales tenían lugar en claros en el verano,  incluido uno con representaciones sexuales explícitas que luego se incluyó en el guion de su película. Durante su infección, también abandonó la idea de dirigir una película distópica. “Me dije a mí mismo, cuando esté sano otra vez […] quiero trabajar en el tema del amor y con los jóvenes y no en un mundo en estado de emergencia”, dijo el director. Además, el guionista Harun Farocki, fallecido en 2014, le aconsejó hacer trilogías cinematográficas porque siempre estaba ocupado y pensaba en series y patrones. Petzold comparó esta forma de trabajar con la de los años 1940 y 1950. Durante el encierro, también vio películas de Yasujirō Ozu, Robert Bresson y Claude Chabrol. Aunque ya conocía las obras, las vio con otro ánimo y las entendió como “algo muy nuevo”.  También se inspiró en los devastadores incendios forestales en Turquía y visitó las zonas afectadas con su esposa. 

### Producción y rodaje

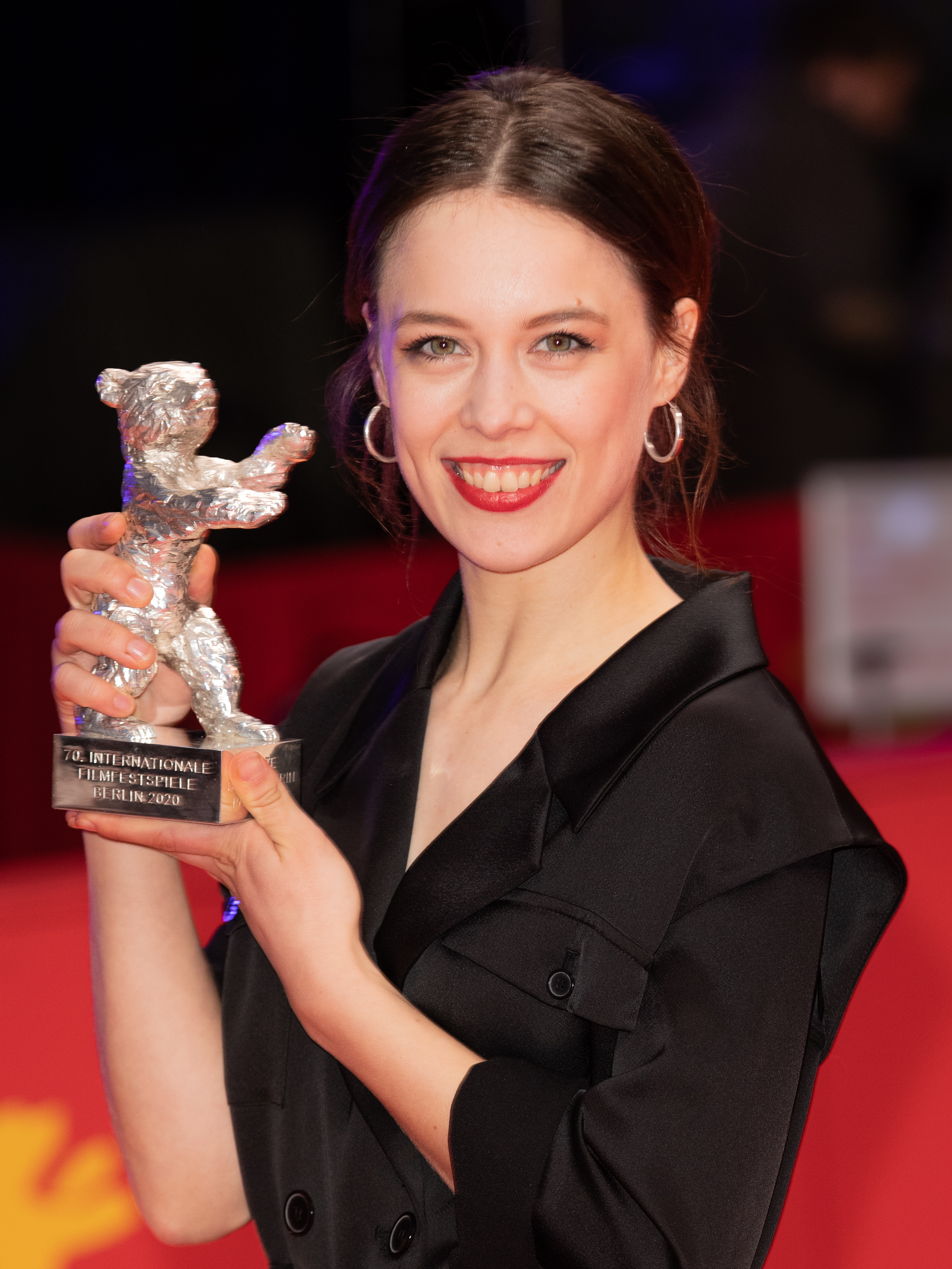
La actriz Paula Beer trabajó por tercera vez con Christian Petzold

Petzold volvió a trabajar en El cielo rojo con su equipo de productores de larga data, formado por Florian Koerner von Gustorf y Michael Weber (Schramm Film Koerner & Weber GbR). Petzold también contrató a Paula Beer, quien anteriormente había interpretado el papel principal en Ondina y apareció en En tránsito (2018). Enno Trebs también tuvo un papel extra como camarero en Undine, mientras que Petzold trabajó por primera vez con los actores Thomas Schubert y Langston Uibel.  Mientras tanto, Matthias Brandt había sido visto tres veces con Petzold en la serie policial Police Call 110 como el inspector jefe Hanns von Meuffels (Kreis, 2015; Wölfe, 2016; Tatorte, 2018).
El rodaje comenzó a finales de junio/principios de julio de 2022.   Se programaron un total de 35 días de rodaje y éste finalizó a mediados de agosto del mismo año.  Ahrenshoop fue uno de los lugares de rodaje.  Hans Fromm y Bettina Böhler, compañeros de toda la vida de Petzold, se encargaron de la cámara y el montaje.  El proyecto contó con el apoyo financiero del Filmförderungsanstalt (financiación de guiones), el Deutscher Filmförderfonds (importe de financiación: más de 772 000 euros),  el Comisario del Gobierno Federal para la Cultura y los Medios de Comunicación (500 000 euros)  y el Fondo MV Film (110.000 euros). 
Aunque a Petzold le encanta la música, la deja fuera de sus películas. En la película solo se incluyó la canción In My Mind de la banda austriaca Wallners, lanzada en 2020. Petzold lo escuchó en la radio del auto mientras trabajaba en el guion. 

## Recepción

### Publicación
El estreno mundial de El cielo rojo (título en inglés: Afire) tuvo lugar el 22 de febrero de 2023 en el marco de la Berlinale.  Petzold también había participado en la competición con sus dos películas anteriores En tránsito (2018) y Ondina (2020). En el programa oficial, el festival escribió que la película trataba “sobre no poder dormir y querer amar, sobre escribir y ser leído, sobre estar en el mundo y posiblemente vivir más allá de él”. El cielo rojo es “una película suspendida entre el simbolismo y el realismo, divertida y profundamente trágica”.  Poco antes del inicio de la Berlinale se publicó un tráiler. 
El 20 de abril de 2023 se estrenó en cines en Alemania bajo la distribución de Piffl Medien.   En octubre de 2023,  agregó al programa del proveedor de transmisión Mubi. 

### Reseñas
Las críticas en alemán tras el estreno en la Berlinale fueron mayoritariamente positivas:
Según Tim Caspar Boehme (die tageszeitung), la película trata sobre “una crisis artística, sobre complicaciones interpersonales que se hacen evidentes en lo no dicho y como resultado de lo no dicho”. El cielo rojo se presenta como “uno de los participantes alemanes más fuertes en la competición”. Elogió la interpretación de Thomas Schubert, quien interpretó a León como "maravillosamente apestoso", si bien criticó que es el único personaje claramente dibujado: "Las emociones de los personajes individuales" "a menudo se describen vagamente". En el tema "agua" del portafolio de aplicaciones de Felix vio una conexión con la anterior película de Petzold, Undine. 
Philipp Bovermann (Süddeutsche Zeitung) vio a la actriz principal Paula Beer como “una mujer fatal moderna [...] con un vestido rojo de verano”. El director Petzold despierta “grandes sentimientos”, pero los deja “arder en la distancia como los peligrosos incendios forestales que rodean el idilio del Mar Báltico”. Él “incluso coquetea con el melodrama para finalmente hacer llover cenizas”. Bovermann se mostró muy contento con diálogos como “Tienes gulash en la cara” y, como espectador, “uno se deja quemar”. 
Cornelia Geißler (Berliner Zeitung) incluyó a El cielo rojo entre los favoritos al premio principal del festival y elogió a Petzold por la cuidadosa selección de sus fotografías. El cineasta demuestra ser “un narrador inusualmente alegre a veces” y los malentendidos entre Leon, Felix, Nadja y Devid tienen “características cómicas”. Geißler vio una conexión con la película anterior de Petzold en el motivo del Mar Báltico en comparación con los ríos de Ondina o en el cielo rojo del título como elemento fundamental y complementario al citado poema de Heine. Los acontecimientos noticiosos de los últimos años hicieron que las imágenes de la película “parecieran realistas”: los “veranos calurosos y secos” habían “perdido su inocencia”. Según Geißler, el director "lleva las relaciones entre los personajes a una intensidad mágica" y los actores transmiten "esta profundidad de pensamiento de una manera magnífica". “El amor y el dolor están trágicamente vinculados, pero la película muestra una salida. Y es por eso que te pone tan triste y tan feliz verla". 
Elena Philipp (Berliner Morgenpost) criticó la película como una “novela de artista sin fuerza poética”. Los personajes revelan lo que les mueve en el diálogo, “en lugar de mostrarlo”. La crítica destacó la figura de Paula Beer. Con Nadja hay “profundidad y trivialidad [...] en tensión”. El resto de los hechos parecen “misteriosos”. Sin embargo, Philipp elogió el trabajo de cámara de Hans Fromm, quien delineó la costa como una “pintura sonora encantadora y tosca”. 
Según Claudius Seidl (Frankfurter Allgemeine Zeitung), Petzold “dejó atrás las producciones estrictas, austeras y estilizadas”. Filma “hoy más suave que antes, con más fluidez” y se permite “cortes y giros que antes se habría negado”. Como resultado, “su estilo pierde claridad”, pero gana “una apertura que deja más espacio para las peculiaridades [y contradicciones] de los personajes”. Seidl quedó impresionado por el “juego de cuerpos” entre los dos actores principales, Thomas Schubert y Paula Beer. El cielo rojo es “un melodrama en el que sólo las fuerzas naturales desatan verdaderos sentimientos”. 
Julia Dettke (Frankfurter Allgemeine Sonntagszeitung) calificó a El cielo rojo junto a Tótem de Lila Avilés como una de las "dos películas más convincentes" de la competición de la Berlinale y notó mucha autoironía. Se trata de la película más entretenida, divertida y madura de Petzold hasta la fecha y su versión de Ocho y medio de Federico Fellini. La obra es “un drama artístico y una parábola inteligente por un lado, y una película de verano irónica y ligera, por el otro”. Dettke también elogió al conjunto de actores en torno a Thomas Schubert y Paula Beer, quien en El cielo rojo “por fin ya no es una criatura acuática etérea e intangible”, “sino una mujer del presente segura de sí misma y burlona”. El personaje de Schubert está "tan absorto [...] en su autorreferencia que ni siquiera se da cuenta de que se acercan los incendios forestales". 
Según Wolfgang M. Schmitt, El cielo rojo tiene "garantizada ser una de las mejores películas de 2023". Además del guion y la dirección de Petzold, Schmitt elogió especialmente las interpretaciones matizadas y el trabajo de cámara preciso pero cuidadoso. 
En la reseña internacional de la revista británica Screen International, la película recibió 3,4 de 4 estrellas posibles, con lo que ocupó el segundo lugar entre las 19 películas presentadas en competición, detrás de la estadounidense Past Lives (3,6). 
La película también fue bien recibida a nivel internacional. En el sitio web Rotten Tomatoes, el 91 por ciento de los más de 100 críticos profesionales que figuran allí recomendaron El cielo rojo (la película fue peor valorada por el público). Esto resultó en una calificación promedio de 7,8 sobre 10 puntos posibles. La conclusión del sitio web destacó las actuaciones del elenco. El cielo rojo ofrece "una mirada cautivadora a las relaciones complicadas" y muestra "cómo trabaja Christian Petzold de una manera más ligera, pero aún así notablemente ambiciosa".  En el sitio web Metacritic, la película recibió una Metascore de 82 de 100 puntos posibles según 28 reseñas. Esto corresponde a un aplauso unánime (“aclamación universal”) y a una clara recomendación cinematográfica (“imprescindible”) para el trabajo como director de Petzold. 

### Escándalo por no ser considerada para el Premio del Cine Alemán
El hecho de que El cielo rojo no fuera considerada para el Deutscher Filmpreis 2023 provocó incomprensión entre muchos críticos. Se trata del premio cultural más valioso (financieramente) de Alemania. El trabajo como director de Petzold tampoco entró en la lista de los 26 mejores largometrajes y cinco actuaciones individuales de la Academia de Cine Alemana, que posteriormente fueron nominados. Esto se consideró a menudo como un fallo del sistema en el proceso de selección del Deutscher Filmpreis.    La Academia de Cine respondió a la pregunta que el comité de preselección no tenía conocimiento de que El cielo rojo se proyectaría en la competición de la Berlinale.  La actriz Alexandra Maria Lara y el director Florian Gallenberger, ambos directores de la Academia de Cine Alemana, abogaron entonces por reformar el proceso electoral, independientemente de los casos individuales. 
Hanns-Georg Rodek (Die Welt) calificó de “escándalo” la ausencia de El cielo rojo. Aunque Petzold nunca ingresó a la Academia de Cine, tampoco la boicoteó. Sin embargo, nunca recibió un premio de dirección o guion. A excepción de Ghosts (2005) y Phoenix (2014), todas sus películas fueron nominadas en la categoría de Mejor Largometraje, "lo que hace [...] que la eliminación en la ronda preliminar sea aún más incomprensible". Rodek se pronunció a favor de la supresión de la preselección. Sin embargo, los productores de El cielo rojo también decidieron no hacer que la película fuera elegible para la selección en todas las categorías como Wild Card después de que la producción no fuera seleccionada ni como obra completa ni mediante un cambio de nombre. 
Katja Nicodemus (Die Zeit) criticó que “los desviados estéticos y los no miembros de la Academia de Cine tienen sistemáticamente menos posibilidades de recibir dinero de los impuestos”. La academia es “una familia numerosa que no es capaz de pensar fuera de la caja”. 
Devid Steinitz (Süddeutsche Zeitung) consideró que el Premio del Cine Alemán era “vergonzoso”. Fue “muy extraño” que “la obra alabada calurosamente de uno de los cineastas alemanes más importantes” no pasara la preselección. La junta directiva de la Academia de Cine respondió a una pregunta al respecto, que quería cuestionar la preselección. Sin embargo, todos los miembros de la academia de cine tendrían que votar democráticamente sobre una evaluación del proceso electoral. 
En febrero de 2023, el propio Petzold calificó la Academia de Cine Alemana de “catástrofe” y comparó su toma de decisiones con la de una asociación de criadores de conejos. Echó de menos “la visión desde fuera” y criticó el hecho de que distribuye los recursos financieros para la financiación de películas culturales como una asociación privada, así como la composición del comité de preselección de largometrajes, que consta de 18 miembros, de algunos de los cuales él “nunca ha oído hablar”. “Ensayistas, escritores, críticos” quedaron fuera de la selección de las mejores películas alemanas. Se quedó “sin palabras al principio y luego simplemente exhausto” por la decisión.  En Petzold, sin embargo, se ha producido a lo largo de los años “un efecto de habituación” a lo que sucede en la Academia de Cine . 

### Premios
Con El cielo rojo, el director Petzold recibió su sexta invitación para competir por el Oso de Oro, el premio principal de la Berlinale. Allí perdió ante el documental Sur l’Adamant, pero recibió el segundo premio más importante, el Gran Premio del Jurado. Siguieron más invitaciones a concursos en festivales internacionales. El cielo rojo también fue preseleccionada para los Premios del Cine Europeo.

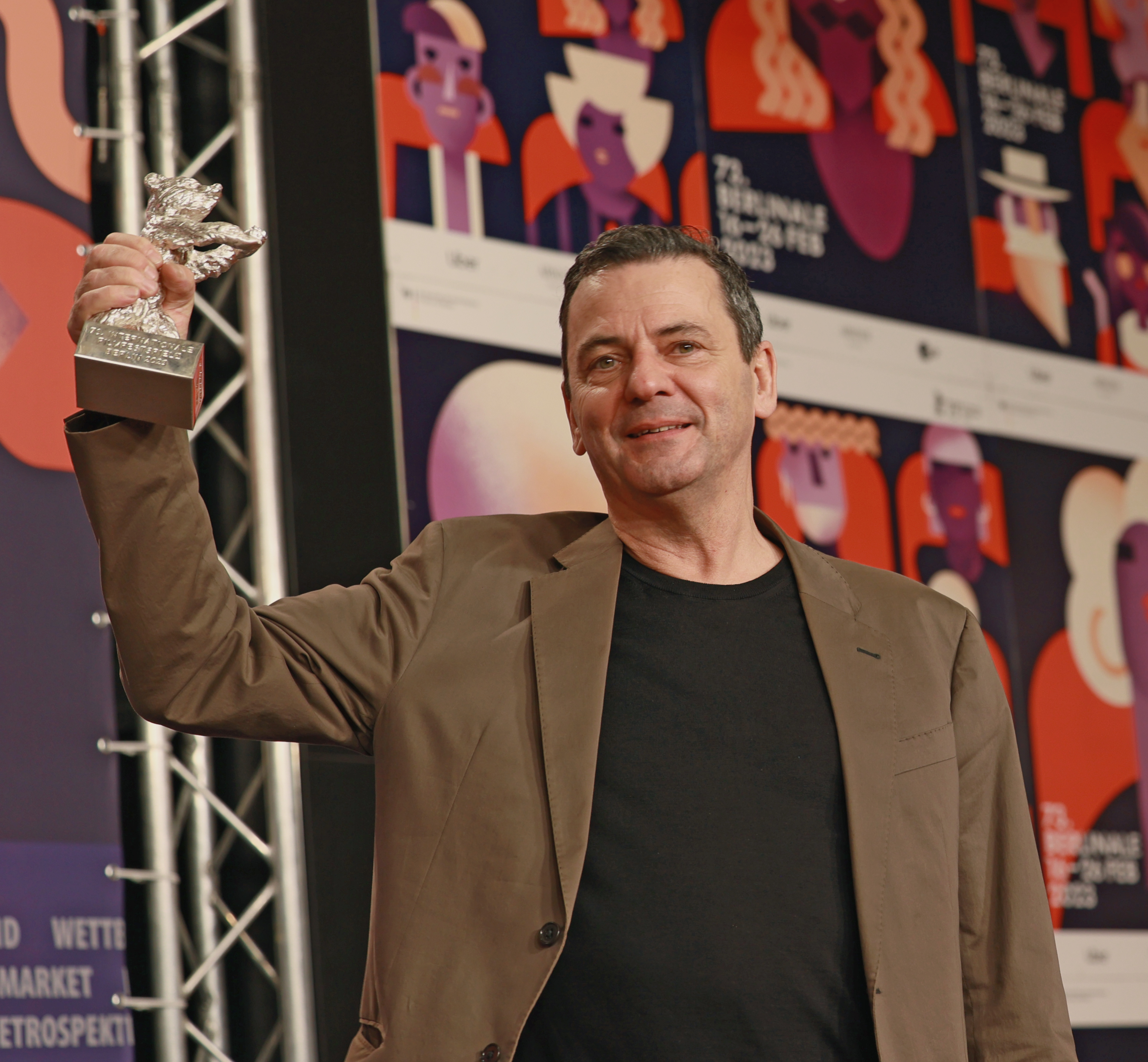
Christian Petzold con el Oso de Plata que ganó

| Festival                                 | Fecha                  | Categoría                           | Recipiente        | Referencia    |
| ---------------------------------------- | ---------------------- | ----------------------------------- | ----------------- | ------------- |
| Festival Internacional de Cine de Berlín | 25 de febrero de 2023  | Oso de oro                          | Christian Petzold | [ 33 ] [ 34 ] |
| Festival Internacional de Cine de Berlín | 25 de febrero de 2023  | Gran Premio del Jurado Oso de Plata | Christian Petzold | [ 33 ] [ 34 ] |
| Festival de Cine de Sídney               | 18 de junio de 2023    | Mejor película                      | El cielo rojo     | [ 35 ]        |
| Premios del Cine Europeo                 | 9 de diciembre de 2023 | Mejor actor europeo                 | Thomas Schubert   | [ 36 ]        |